# Hiperwalencyjność

Heksafluorek siarki zawiera 12 elektronów walencyjnych

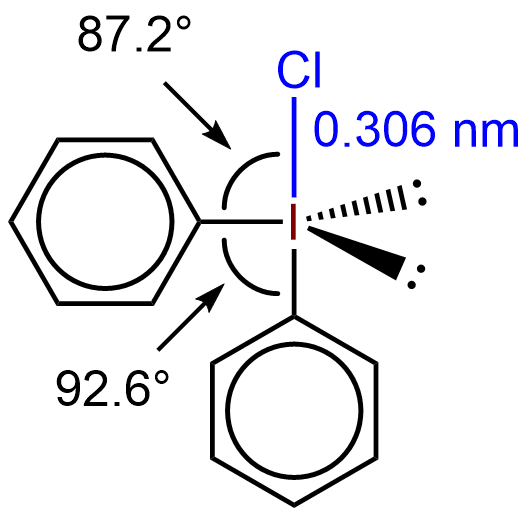
Chloro(difenylo)- λ^{3}-jodan zawiera 10 elektronów walencyjnych

Hiperwalencyjność – zjawisko tworzenia związków chemicznych, w których atom centralny ma więcej niż oktet elektronów walencyjnych.
Zgodnie z regułą oktetu atomy większości pierwiastków tworzących wiązania kowalencyjne dążą do uzyskania konfiguracji elektronowej najbliższego gazu szlachetnego w układzie okresowym pierwiastków, czyli zazwyczaj do uzyskania układu ośmiu elektronów walencyjnych. Zjawisko to jest korzystne energetycznie z powodu całkowitego zapełnienia orbitali s i p powłoki walencyjnej pierwiastków grup głównych. Znane są jednak liczne związki pierwiastków grup 15–18 wykazujące odstępstwa od tej reguły. Są to tzw. związki hiperwalencyjne, w których atom lub atomy zawierają więcej niż osiem elektronów w powłoce walencyjnej – zazwyczaj 10 lub 12, czasem nawet 16. Przykładami takich związków są halogenki azotowców i tlenowców, kompleksy pierwiastków grup głównych, związki międzyhalogenowe lub hiperwalencyjne związki jodu (λ3-jodany i λ5-jodany).
Koncepcja hiperwalencyjności została opisana w 1969 r. przez Jeremy'ego I. Mushera.